# Ning Chunhong
Ning Chunhong, chiń. 宁春红 (ur. 21 stycznia 1968) – chińska szachistka i sędzia klasy międzynarodowej (FIDE Arbiter od 2008), arcymistrzyni od 2001 roku.

## Kariera szachowa
W 1992 r. zdobyła w Antwerpii tytuł akademickiej mistrzyni świata. W 1996 r. zajęła czołowe miejsce (wspólnie z m.in. Jeleną Fatalibekową i Eleną Cosmą) w otwartym turnieju w Warszawie. W 2001 r. zajęła II m. (za Yu Shaotengiem) w turnieju Tan Lian Ann Cup w Tiencinie oraz zajęła V m. w Pekinie, w turnieju Jin Ma Cup (w męskiej obsadzie, za Zhangiem Zhongiem, Pengiem Xiaominem, Ni Hua i Wangiem Yue).
Najwyższy ranking w karierze osiągnęła 1 października 2001 r., z wynikiem 2406 punktów zajmowała wówczas 40. miejsce na światowej liście FIDE, jednocześnie zajmując 8. miejsce wśród chińskich szachistek.